# Michel Cardon
Pour les articles homonymes, voir Cardon (homonymie).
Michel Cardon, né le 12 février 1951 à Amiens (Somme), est un criminel français.
Il est condamné en 1979 à la prison à perpétuité pour le meurtre d'un sexagénaire infirme. Sa remise en liberté conditionnelle est décidée le 30 mars 2018 par le tribunal de l'application des peines d'Arras, alors que son incarcération a duré un peu plus de 40 ans.

## Biographie
Né à Amiens le 12 février 1951, Michel Cardon est retiré de la garde de ses parents à l'âge de 8 ans, comme du reste ses quatre frères et sœurs aînés, et va se trouver ensuite ballotté de foyer en famille d'accueil pour finir à la rue. Une fois adulte, n'ayant qu'un très faible niveau d'instruction (il sait à peine lire et écrire), il doit enchaîner les « petits boulots » pour subvenir à ses besoins.

## Affaire

### Crime
Dans la nuit du 25 au 26 octobre 1977, à Amiens, au 2, chemin de la Flaque, non loin de leur domicile, Michel Cardon, âgé alors de 26 ans, et Jean-Yves Defosse (29 ans) s'introduisent chez René Roullet, plombier retraité et invalide de 64 ans afin de commettre durant son sommeil un cambriolage. Le retraité s'étant réveillé, les deux malfaiteurs, qui sont sous l'emprise de l'alcool, vont le torturer pour qu'il révèle l'endroit où il a caché ses économies. Ne réussissant pas à mettre la main sur le butin escompté, ils frappent à mort le retraité après avoir tenté de l'étrangler. Ils emportent sur une carriole divers objets lui appartenant, y compris des boissons et des boîtes de conserve. Le crime ne leur aura rapporté que 200 francs.

### Procès et condamnation
Identifiés peu après les faits, les meurtriers sont arrêtés le 29 octobre 1977 et avouent qu'ils avaient décidé de tuer le retraité si celui-ci venait à les reconnaître,. Au terme du procès qui se tient deux ans plus tard, le 10 juillet 1979, ils reviennent sur ces aveux. L'avocat général Jacques Basse avait requis contre eux la peine de mort, mais les jurés de la cour d'assises de la Somme condamnent les intéressés à la réclusion criminelle à perpétuité après une heure cinquante de délibérations,.
L'expert psychiatre chargé du dossier décrit Michel Cardon comme quelqu'un « d'inculte mais pas débile ». Jean-Yves Defosse est considéré, lui aussi, comme un illettré ; par ailleurs, malgré plusieurs cures de désintoxication, il est alcoolique depuis l'âge de 18 ans. Les experts concluent que les deux accusés « ne présentent pas trace d'anomalie mentale » et vivaient de la vente de vieux cartons et de ferraille,.

#### Peine de mort
Le procès s'est déroulé deux ans avant l'abolition de la peine de mort en France et ce contexte a eu une influence sur le jugement, puisque les avocats des deux partis ont pu aborder tant soit peu la question, même si l'avocat général affirme qu'il ne souhaite pas donner lieu à un débat.

« J'en ai d'autant moins le droit qu'elle fait actuellement l'objet de discussions au plus haut niveau. Mais la sanction existe dans notre droit pénal positif. Je pense qu'elle ne doit être envisagée que de façon spécifique : elle doit être réservée à certaines catégories d'infractions et le meurtre d'un vieillard ou d'un infirme en fait partie. »

— J. Basse, avocat général
Le premier avocat de Defosse, Bertrand Savreux, répond à cette déclaration que « pour un crime du passé, l'avocat général vous a réclamé [les jurés] une sanction du passé. Si vous votiez la mort, vous ne trouveriez plus jamais le repos car vous auriez été les derniers ». Le deuxième avocat de l'accusé, maître Vagogne, ajoute que son client est « un petit sauvage pas du tout adapté à [la] société ». Il renchérit en affirmant que la justice n'a pas le droit d'éliminer « les tarés, les déchus », et que la société, quant à elle, n'a pas le droit de mettre à mort ceux qui ont fauté : « Elle a simplement le droit de s'en protéger ».

### 2018: libération
En août 2016, un article de La Voix du Nord révèle que, depuis son incarcération, Michel Cardon n'avait pas reçu la moindre visite. Ému par cet article, l'avocat pénaliste parisien Éric Morain, en vacances dans la région, propose alors son aide au prisonnier. Avec son accord, il adresse une demande en grâce au président de la République Emmanuel Macron et dépose parallèlement une demande de libération conditionnelle. De leur côté, les médias évoquent de plus en plus souvent l'affaire, car, sous le numéro d’écrou 7147, il s'agit du plus ancien détenu de France parmi ceux qui ont été condamnés pour un seul fait,,. Par ailleurs, il se trouve dans un état de santé très précaire (victime d'un AVC en 2012, il a perdu l'usage d'une oreille et d'un œil, et souffre de problèmes cardiaques).
Le 30 mars 2018, le tribunal d'application des peines d'Arras lui accorde une remise en liberté conditionnelle sous réserve « du bon déroulement d'un placement à l'extérieur ». Il quitte le centre de détention de Bapaume (Pas-de-Calais) le 1er juin 2018. Toutefois il ne sera vraiment libre qu'au terme d'une période probatoire d'au moins un an. Dans l'intervalle, il va être admis dans un centre d'hébergement et de réinsertion sociale du Val-d'Oise, où il suivra un traitement destiné à soigner les troubles psychiatriques consécutifs à la durée exceptionnelle de son emprisonnement.